# لويس كاماتشو
لويس كاماتشو (بالإسبانية: Luis Camacho)‏ هو لاعب كرة قدم مكسيكي، ولد في 11 يناير 1983 في سابوبان في المكسيك. لعب مع نادي غوادالاخارا.